# Школа младших офицеров связи Войск охраны пограничья
Школа младших офицеров связи Войск охраны пограничья (пол. Szkoła Podoficerska Łączności Wojsk Ochrony Pogranicza, сокращённо SPŁ WOP) — образовательное учреждение в Польше, занимавшееся подготовкой младших офицеров связи Войск охраны пограничья. Существовала в 1952—1968 годах.

## История
Образована в соответствии с приказом Министерства государственной безопасности № 024/Org. от 10 апреля 1952 года в Бранево, штатная численность составляла 474 солдата. 24 июля 1958 года школа переехала в Згожелец. В 1961 году школе присвоен позывной «Перрон» (пол. Peron).
Школа была расформирована в соответствии с приказом начальника Генерального штаба Войска польского № 03/Org. от 2 января 1968 года. Она существовала по штату 348/31 до 15 апреля 1968 года. Нехватку кадров в рядах ВОП обязалось пополнить Министерство национальной обороны. В соответствии с распоряжением командующего Войсками охраны пограничья № 010/WOP от 29 февраля 1968 года казарменные помещения были переданы батальону спецсвязи Министерства национальной обороны.

## Знамя
В 1962 году общественность города Згожелец собрала средства на знамя для школы. Торжественная церемония вручения знамени школе состоялась 10 июня. Знамя вручал командующий Войсками охраны пограничья генерал бригады Эугениуш Достоевский, знамя принимал начальник школы майор Роман Ярецкий. В 1968 году знамя было передано в варшавский Музей Войска польского. На левой стороне штандарта в левом верхнем углу находился герб Згожельца; в правом верхнем углу на гербовом щите была надпись в виде четырёх строк: «Общественность земли згожелецкой 10 VI 1962» (пол. Społeczeństwo Ziemi Zgorzeleckiej 10.VI.1962).

## Начальники
- майор Юзеф Грабовский — до 1 октября 1953
- майор Станислав Лучиньский — до января 1955
- капитан Михал Малашиньский — до января 1956
- подполковник Мечислав Пётровский — до 1958
- полковник Тадеуш Демчук — до 1959
- полковник Юзеф Грабовский — до 1961
- подполковник Роман Ярецкий — до расформирования